# Zelotes hanangensis
Zelotes hanangensis este o specie de păianjeni din genul Zelotes, familia Gnaphosidae, descrisă de Fitzpatrick în anul 2007.
Este endemică în Tanzania. Conform Catalogue of Life specia Zelotes hanangensis nu are subspecii cunoscute.